# Rolan de la Cruz
Rolan de la Cruz Biojó (ur. 3 października 1984 w Tumaco) – gwinejski piłkarz grający na pozycji pomocnika. Od 2013 roku jest zawodnikiem klubu The Panthers.

## Kariera klubowa
Karierę piłkarską de la Cruz rozpoczął w klubie Deportivo Cali. W 2005 roku zadebiutował w nim w pierwszej lidze kolumbijskiej. W debiutanckim sezonie wywalczył z Deportivo tytuł mistrza Kolumbii. W 2007 roku został wypożyczony, najpierw do Deportivo Pasto, a następnie do Independiente Santa Fe. Z kolei w 2008 roku wypożyczono go do Deportivo Tuluá. W drugiej połowie 2008 roku ponownie grał w Deportivo Cali.
W 2009 roku de la Cruz został zawodnikiem panamskiego zespołu Árabe Unido. W 2009 roku wywalczył mistrzostwo Panamy fazy Apertura, w 2010 roku - fazy Clausura. W 2011 roku wrócił do Kolumbii. Został piłkarzem drugoligowego zespołu Fortaleza FC. W 2013 roku odszedł do zespołu The Panthers z Gwinei Równikowej.
| Sezon   | Klub                   | Kraj     | Rozgrywki               | Mecze | Bramki |
| ------- | ---------------------- | -------- | ----------------------- | ----- | ------ |
| 2005    | Deportivo Cali         | Kolumbia | Categoría Primera A     | 5     | 1      |
| 2006    | Deportivo Cali         | Kolumbia | Categoría Primera A     | 16    | 0      |
| 2007    | Deportivo Pasto        | Kolumbia | Categoría Primera A     | 6     | 0      |
| 2007    | Independiente Santa Fe | Kolumbia | Categoría Primera A     | 4     | 0      |
| 2008    | Deportivo Tuluá        | Kolumbia | Categoría Primera A     | 12    | 1      |
| 2008    | Deportivo Cali         | Kolumbia | Categoría Primera A     | 5     | 0      |
| 2009    | Árabe Unido            | Panama   | Liga Panameña de Fútbol | ?     | ?      |
| 2010/11 | Árabe Unido            | Panama   | Liga Panameña de Fútbol | 6     | 1      |
| 2011    | Fortaleza FC           | Kolumbia | Categoría Primera B     | 8     | 0      |
| 2012    | Fortaleza FC           | Kolumbia | Categoría Primera B     | 15    | 2      |

## Kariera reprezentacyjna
W reprezentacji Gwinei Równikowej de la Cruz zadebiutował w 2012 roku. W tym samym roku został powołany do kadry na Puchar Narodów Afryki 2012.